# Двуречка
Двуре́чка — река в Грязинском районе Липецкой области. Левый приток реки Воронеж. Впадает в 187 км от устья. Протекает по Окско-Донской низменности. Типичная равнинная река, как и все реки этой зоны имеет небольшой уклон и медленное течение. Длина реки — 24 км, площадь водосборного бассейна — 193 км².
Впервые упоминается в 1615 году как Двуре́чки. Тогда на ней существовал починок Усть-Двуречек (ныне село Двуречки).
Начинается река близ села Сошки.
В районе Фащёвки на реке сооружена плотина. Больше половины своего расстояния протекает в лесном массиве, посаженном вокруг Новолипецкого металлургического завода. В нём в районе Троицкого кордона расходится на два рукава, две речки, отчего и происходит название.
В районе села Фащёвки на трассе Липецк — Усмань (Усманское шоссе) через реку построен мост.
С 1983 года река находится под охраной как гидрологический памятник природы.

Гидроузел на Фащевской плотине